# Conteo de referencias
Conteo de referencias, en inglés Reference counting, es una técnica para contabilizar las veces que un determinado recurso está siendo referido. Por lo general ese recurso son bloques de memoria y la técnica permite establecer cuando no existe ninguna referencia a ese bloque y este puede ser liberado. Es una técnica de muy fácil implementación, pero tiene una importante desventaja: Si las referencias forman un ciclo los objetos involucrados no se liberarán nunca. Otra técnica más efectiva es el uso de un recolector de basura.